# 巨勢比良夫
巨勢 比良夫（こせ の ひらぶ、生没年不詳）は、古墳時代・飛鳥時代の豪族。姓は臣。

## 経歴
『日本書紀』によると、用明天皇2年（587年）、大臣の蘇我馬子は諸皇子と群臣との連合軍という形で、大連の物部守屋を滅ぼそうとした。その際に、巨勢氏の代表者として、皇族、馬子、紀男麻呂の次に名を連ねている。これ以外の事績は伝わっていない。
『書記』の異本によると、崇峻天皇4年（591年）11月、任那復興のための遠征軍の大将軍として、紀男麻呂・大伴囓・葛城烏奈良らとともに大将軍に任じられ、筑紫国に派遣されたともあるが、これは一族の巨勢猿だとする記述の方が優勢である。
奈良県御所市條の條ウル神古墳の被葬者の候補の一人にあげられている。